# Natação nos Jogos Pan-Americanos de 1999 - 1500 m livre masculino
O evento dos 1500 m livre masculino nos Jogos Pan-Americanos de 1999 foi realizada em Winnipeg, Canadá, em 6 de agosto (eliminatórias) e 7 de agosto de 1999 (final). O último campeão dos Jogos Pan-Americanos foi Carlton Bruner, dos Estados Unidos.
Essa corrida consistiu em trinta voltas em nado livre em piscina olímpica.

## Resultados
Todos os tempos estão em minutos e segundos.
| CHAVE: | q | Mais rápidos não-classificados | Q | Classificados | GR | Recorde dos jogos | NR | Recorde nacional | PB | Melhor marca pessoal | SB | Melhor marca na temporada |

### Eliminatórias
A primeira fase foi realizada em 6 de agosto.
| Posição | Nome          | Nação              | Tempo    | Notas |
| ------- | ------------- | ------------------ | -------- | ----- |
| 1       | Tim Siciliano | USA Estados Unidos | 15:36.52 | Q     |
| 2       | -             | -                  | -        | Q     |
| 3       | -             | -                  | -        | Q     |
| 4       | -             | -                  | -        | Q     |
| 5       | Nat Lewis     | USA Estados Unidos | 15:55.17 | Q     |
| 6       | -             | -                  | -        | Q     |
| 7       | -             | -                  | -        | Q     |
| 8       | -             | -                  | -        | Q     |

### Final
A final foi realizada em 7 de agosto.
| Posição           | Nome                 | Nação              | Tempo    | Notas |
| ----------------- | -------------------- | ------------------ | -------- | ----- |
| Medalha de ouro   | Tim Siciliano        | USA Estados Unidos | 15:14.94 |       |
| Medalha de prata  | Luiz Lima            | BRA Brasil         | 15:21.92 |       |
| Medalha de bronze | Ricardo Monasterio   | VEN Venezuela      | 15:28.64 |       |
| 4                 | Nat Lewis            | USA Estados Unidos | 15:44.15 |       |
| 5                 | Mark Johnston        | CAN Canadá         | 15:53.07 |       |
| 6                 | Agustín Fiorilli     | ARG Argentina      | 15:58.74 |       |
| 7                 | Tim Peterson         | CAN Canadá         | 16:01.31 |       |
| 8                 | Ramón Valle González | HON Honduras       | 16:18.25 |       |